# Izquierda Andaluza
Izquierda Andaluza és un partit polític l'àmbit del qual d'actuació és la comunitat autònoma d'Andalusia. Ideològicament pertany a l'espai polític d'esquerres i del nacionalisme andalús. Va sorgir en 1998 com una escissió d'Izquierda Unida, procedent d'un corrent d'opinió dintre de la coalició denominada Colectivo Andaluz de Izquierdas. Des de llavors s'ha presentat a diversos processos electorals en coalició amb Los Verdes o amb el Partit Socialista d'Andalusia. En 2008 van formalitzar el seu ingrés a la Coalición Andalucista per a les eleccions al Parlament d'Andalusia de 2008.